# 豊川鉄道クハ100形電車
豊川鉄道クハ100形電車（とよかわてつどうクハ100がたでんしゃ）は、豊川鉄道（現在の東海旅客鉄道飯田線の一部）が新製した電車。

## 概要
輸送力増強を目的として、1940年（昭和15年）にクハ101・102の2両が木南車輌製造で新製された。豊川鉄道は1943年（昭和18年）8月1日をもって保有する路線を戦時買収・国有化されたため、本形式は同社最後の新製車両となった。
戦時買収に伴って本形式も国鉄籍に編入され、1953年（昭和28年）6月にはクハ5610形と改称・改番された。その後1962年（昭和37年）2月に廃車となったのち高松琴平電気鉄道へ払い下げられ、同社8000形電車として2003年（平成15年）3月まで運用された。

## 仕様

### 車体
幕板部から屋根部にかけて緩やかな曲面を描き、半円形の水切りを客用扉上のみに設けて雨樋を省略し張り上げ屋根構造とした「木南スタイル」と称される外観を有し、奈良電気鉄道クハボ650形電車・西日本鉄道100形電車等、同時期に木南車輌製造で新製された車両群との共通点が多く見受けられる。
構体は溶接工法によって組み立てられた半鋼製両運転台構造で、前後妻面には貫通扉を有する。車体長は17,130mmとされ、従来車が16m級車両で占められていた中にあって、本形式は豊川鉄道一の大型車であった。客用扉は1,200mm幅の片開扉を片側2箇所備え、側窓は一段上昇式、車体全周にはウィンドウシル・ヘッダーが通されている。窓配置はd2D9D2d（d：乗務員扉、D：客用扉、各数値は側窓の個数）である。
車内座席はセミクロスシート仕様で、扉間に計18脚の転換式クロスシートを装備する。
前照灯は白熱灯1灯式で、砲弾型埋め込み式ケースを介して前面幕板中央上部に搭載する。
ベンチレーターはガーランド形で、屋根上中央部に6個装備した。

### 主要機器
本形式は本来電動車（モハ）として設計されたものの、戦時色が濃くなりつつある時節を反映して制御車（クハ）として竣工した。
台車は車体と同じく木南車輌製造で新製された形鋼組立型釣り合い梁式台車K-16である。外観・機構とも同時期に各社において多数製造されたボールドウィン・ロコモティブ・ワークス社製ボールドウィンA形台車の模倣品の典型例というべき製品であり、取り立てて特筆すべき点はない。固定軸間距離は2,250mm、軸受構造は平軸受（プレーンベアリング）式である。
制動装置はA動作弁を採用したACA自動空気制動である。同制動装置によって床下に搭載された制動筒（ブレーキシリンダー）を動作させ、床下に設置された制動引棒（ブレーキロッド）を介して前後台車の制動を行う、落成当時としては一般的なブレーキワークが採用されている。

## 導入後の変遷
前述のように本来両運転台構造の電動車として設計された本形式であったが、落成当初は豊橋駅寄りの運転台には機器を搭載せず片運転台構造の制御車として竣工し、従来車の中で最も高出力の主電動機を搭載したモハ80形を片運転台化の上で編成相手として固定編成を組んだ。その後1942年（昭和17年）夏頃に固定編成を解消し、豊橋寄り運転台にも機器を搭載し両運転台仕様とされたものの、電動車化されることはなく制御車のまま運用された。
国鉄籍編入後も引き続き飯田線で運用された本形式であったが、1952年（昭和27年）2月にクハ102が、同年5月にはクハ101が相次いで宇部電車区（広ウヘ）へ転属となり、宇部線・小野田線で運用された。同時期に2両とも車内の転換クロスシートを撤去し、オールロングシート仕様に改造されている。翌1953年（昭和28年）2月にクハ102が、同年4月にはクハ101が再び相次いで府中町電車区（岡フチ）に転属し、福塩線で運用された。
1953年（昭和28年）6月には、国鉄の車両形式称号規程改正に伴って、本形式はクハ5610形5610・5611と改称・改番された。
なおこの間、1953年（昭和28年）にクハ5611（旧クハ102）が車体更新修繕を施工された。更新に際しては片側の運転台を撤去の上で完全に客室化し片運転台化されたほか、前面貫通扉を埋め込んで非貫通構造とし、ベンチレーターを国鉄標準のグローブ形に換装するなど、外観に若干の変化が生じた。さらに翌1954年（昭和29年）にはクハ5610（旧クハ101）も車体更新修繕を施工され、こちらは前面は貫通構造のままとされたものの、車体全周に雨樋が新設され、前照灯も取り付け式に改造されるなど、大きく原形を損なう結果となった。またクハ5611同様、片運転台化ならびにベンチレーターのグローブ形への換装も実施されている。
他の買収国電各形式とともに運用された本形式であったが、首都圏で余剰となった国鉄制式電車の転属によって買収国電の淘汰が開始されたことに伴い、1962年（昭和37年）2月に2両とも廃車となった。

## 高松琴平電鉄へ譲渡
高松琴平電鉄（琴電）では輸送力増強が急務であった琴平線の車両増備を目して、1962年（昭和37年）11月に本形式の払い下げを受け、8000形810・820と改称・改番の上で導入した。竣工は810（元クハ5610）が同年12月、820（元クハ5611）が翌1963年（昭和38年）3月である。導入に際しては車体塗装のクリームとブラウンの琴電標準色への変更、ならびに琴電の保有する路線が標準軌であることに伴う台車の改軌、主幹制御器（マスコン）の交換・間接非自動制御 (HL) 化、制動装置のSME非常弁付直通空気制動化を施工している。なお導入当初、車両の向きは2両とも高松築港向きとされた。

### 各種改造
導入後は1000形・3000形等の電動車各形式と編成して運用されたのち、820は1964年（昭和39年）に電動車化改造を施工された。同改造に際しては国鉄より台車・主電動機の払い下げを受け、省形釣り合い梁式TR14台車ならびにMT7主電動機が搭載された。制御器は電磁単位スイッチ式手動加速制御器 (HL) で、弱め界磁制御は行なわない。パンタグラフは先頭部寄りに1基搭載し、それと干渉するベンチレーターが1個撤去された。
電動車化された820は車両番号（車番）はそのままに820形と形式名称のみが変更された。なお、820は電動車化に際して琴平向きに方向転換され、同時に810・820とも連結面貫通路に幌枠が新設されたが、当時は同2両で編成が固定されていなかったことから、幌の整備は行なわれなかった。
1971年（昭和46年）頃には、820の台車ならびに主電動機を750形が搭載した日立製作所製KBD-104釣り合い梁式台車・日立製HS-267主電動機にそれぞれ換装した。これは小型車の750形が95kWと比較的出力の大きい主電動機を搭載していた上、当時750形は搭載する制御器の都合から同形式同士の2両編成で運用されており、95kW主電動機搭載車の全電動車編成は琴電においては明らかに過剰スペックであったことから、大型車である本形式の性能向上目的で振り替えられたものであった。
一方、810は1966年（昭和41年）に踏切事故で被災し、復旧に際して屋根部の雨樋撤去ならびに張り上げ構造化が施工された。以降、2両の外観における差異は比較的小さくなった。
その他、1970年代に前面窓・側窓全ての窓サッシのアルミサッシ化、および車体塗装の新塗装化が2両ともに施工されている。

### 更新修繕
820は1974年（昭和49年）の営業運転中に車両故障を起こし、復旧に際しては車体の更新修繕工事を同時に施工することとなった。これは本形式が戦中に設計・製造されたことから経年の割に各部の劣化が著しかったことによる。同工事は自社仏生山工場で施工されたが、各種作業の片手間で行なわれたため入場から竣工まで約2年の歳月を要した。
工事内容は台枠の補強・外板の総張り替えとそれに伴うウィンドウシルヘッダーの撤去・前面貫通構造化・側面幕板部に水切りを新設・側窓の2段上昇窓化・固定窓のHゴム固定化・内装のアルミデコラ化等非常に多岐にわたっており、特に構体に関しては屋根部分を除いてほぼ新製したも同然の状態となった。一方で前照灯は更新以前と変わらず取り付け式のままとされたことから、近代化された車体と比較してやや不釣合いな感は否めなかった。
また、810も更新こそ施工されなかったものの電動発電機 (MG) を新設して820ともども低圧電源の交流化・車内照明の蛍光灯化が実施された。それに伴って準備工事のみで長年使用されていなかった貫通幌がようやく整備され、810-820の同形車2両で固定編成化された。
1981年（昭和56年）には客用扉の鋼製扉（扉窓Hゴム固定）への交換が実施され、810は前面貫通扉の鋼製化も実施されたが、同年内には810に対して820同様の更新修繕が施工された。820で実施された項目に加え、810に対しては前照灯の埋込式シールドビーム2灯化が施工されたが、これは同時期に琴電へ譲渡された元阪神電気鉄道の車両（1053形・元阪神5231形）の影響を受けたものとされている。このため、更新後の810と820では前面から受ける印象が異なることとなった。
なお後年、主要機器の標準化進捗に伴って、820の台車・主電動機を汽車製造製形鋼組立型釣り合い梁式2HE・三菱電機製MB-115AFにそれぞれ換装している。

### 廃車
1980年代後半以降、旧型の非冷房車が老朽化を理由に相次いで廃車となる中にあって、1970・80年代に大規模な更新工事を施工された本形式は、ラッシュ時の運用が中心となりながらも依然として運用された。しかし、民事再生法申請後の高松琴平電鉄の経営再建に際して、車両冷房化ならびに旧型車の代替が推し進められた結果、本形式も代替対象となり、2003年（平成15年）3月限りで運用を離脱することとなった。同月には引退記念イベントの一環として車体塗装をクリームとブラウンの旧塗装へ復元し、運用離脱直前には引退記念のヘッドマークを装着して運用された。運用最終日となった3月16日には本形式の代替目的で導入された1200形1203-1204と4両編成を組んで最終運用に就いたのち、翌3月17日付で810・820の2両とも除籍され、本形式は形式消滅した。
廃車後は2両とも解体処分を免れ、香川県内において2両揃って静態保存されている。